# هالوك نتن
الهالوك النتن هو نبات طفيلي من جنس الهالوك وهذا النبات الطفيلي واسع الانتشار في منطقة غرب المتوسط كالبرتغال وأسبانيا والمغرب والجزائر وتونس. النبات يتطفل على النباتات العشبية البقولية البرية التابعة إلى أجناس أنثليس و القتاد وجردان وقرن الغزال و الفصة و الشبرق وScorpiurus و النفل. هذا النبات الطفيلي يسبب خسائر مهمة تصل إلى أكثر من 80% على محصول البازلاء في تونس.